# Georg Neumann

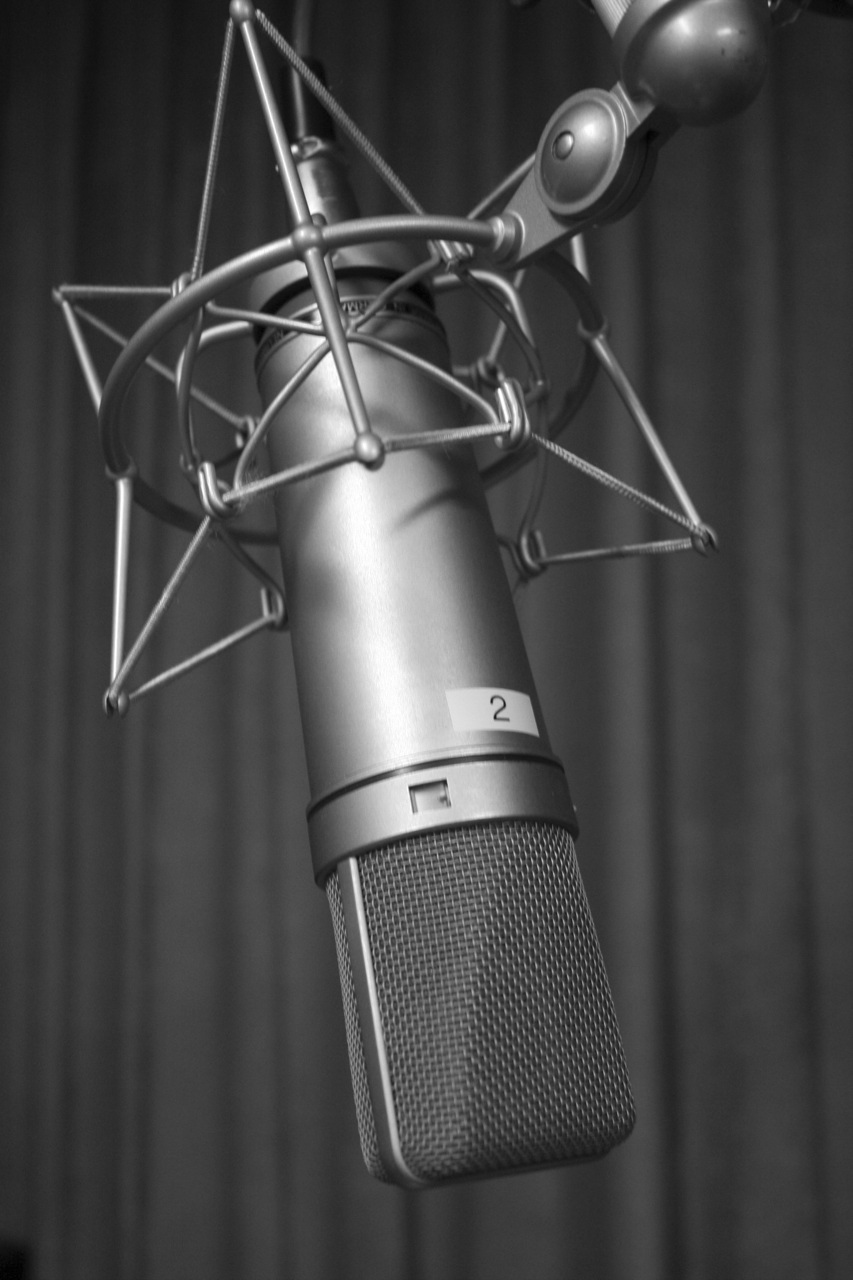
Un microfono a condensatore Neumann U87

Georg Neumann GmbH, conosciuta anche come Neumann (pr. [ˈnɔɪman]), è un'azienda tedesca produttrice di microfoni da registrazione. Fondata nel 1928 a Berlino, fra i suoi prodotti più conosciuti vi sono microfoni a condensatore per il broadcasting, musica live e produzione musicale.

## Storia

### Primi anni
Il primo prodotto costruito dall'azienda fu il CMV 3, il primo microfono a condensatore disponibile in commercio. Era un microfono piuttosto largo (altezza 40 cm, diametro 9 cm) con diverse parti intercambiabili, come la capsula superiore, la quale permetteva di avere diversi schemi direzionali. Grazie alla sua forma e dimensione, questo microfono è spesso chiamato "bottiglia Neumann". Questo microfono è stato immortalato in fotografie storiche di eventi pubblici in Germania durante la Seconda guerra mondiale.
La fabbrica Neumann a Berlino fu danneggiata dal bombardamento degli Americani nel novembre del 1943. Georg Neumann spostò quindi l'azienda in una città più piccola: Gefell in Turingia, e ricominciò la produzione all'inizio dell'anno successivo. Alla fine della guerra, la Turingia cadde sotto il controllo dell'Unione Sovietica. Dopo la riunificazione della Germania, l'azienda cambiò nome: da Neumann a Microtech Gefell.
Nel frattempo, Georg Neumann ristabilì la "Georg Neumann GmbH" in uno dei settori alleati di Berlino e nel 1949 iniziò la produzione di un nuovo modello di microfono a capsula intercambiabile, l'U 47, basato sulla capsula M7 del precedente CMV 3. Esso è stato uno dei primi microfoni a condensatore a raggiungere un grande successo a livello mondiale nel campo della registrazione in studio. L'U 47, la cui distribuzione mondiale iniziò sotto il marchio Telefunken, fu anche usato per alcune delle prime registrazioni stereo di orchestre classiche.

### Dopoguerra

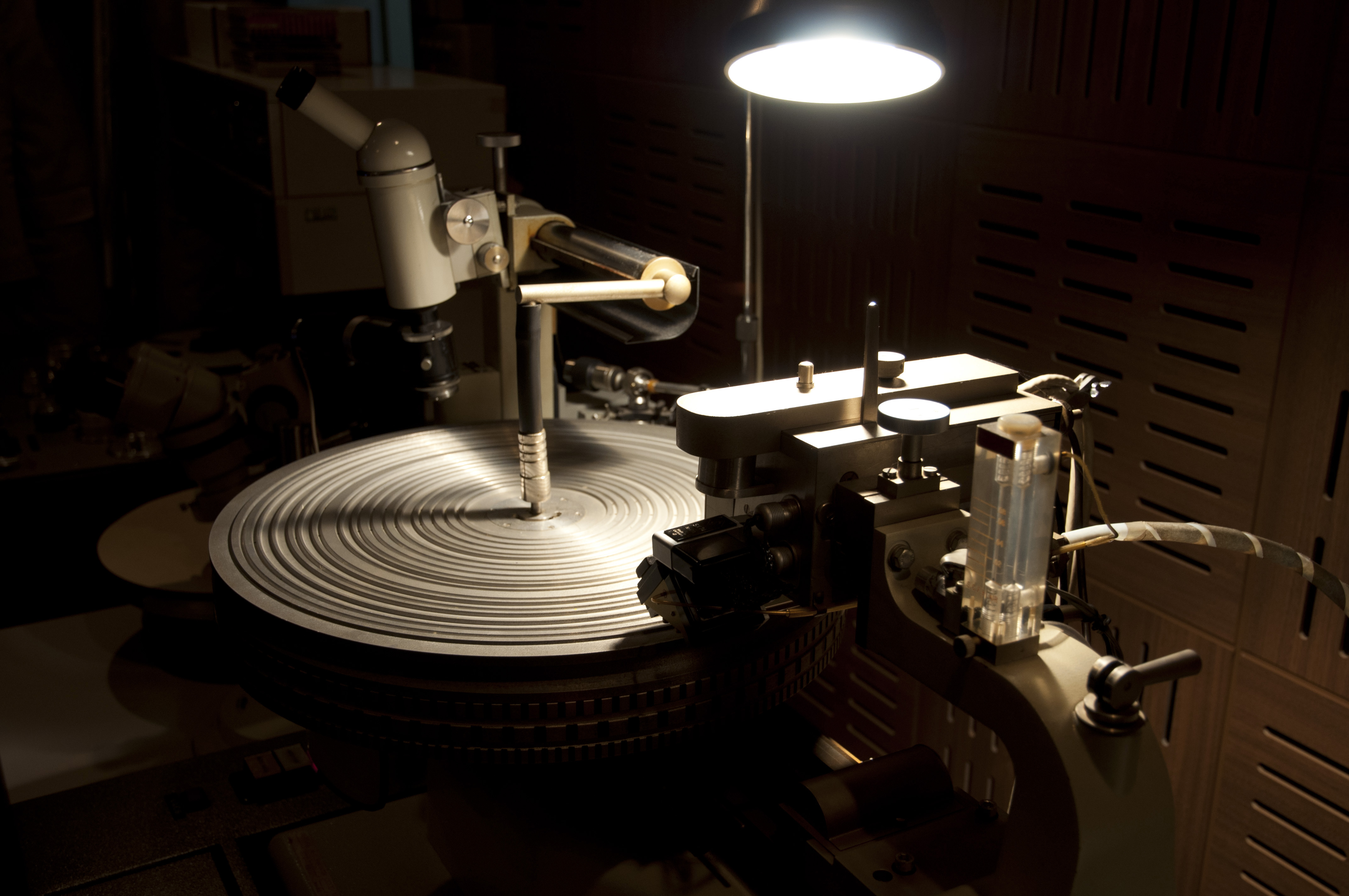
Neumann Record Cutting Machine (modello: SX24)

Altri importanti microfoni introdotti nel mercato dalla Neumann nel primo periodo del dopoguerra includono l'M 49 e l'M 50, entrambi basati sul design realizzato al NWDR in Germania. L'M 49 era fornito della capsula dell'M7, la quale permetteva di avere uno schema direzionale a controllo remoto; esso infatti fu il primo fra tutti ad offrire questa caratteristica. L'M 50 era caratterizzato da un piccolo trasduttore di pressione integrato nella superficie di una sfera in plastica dura (40 mm), che garantiva una direzionalità incrementata al di sotto delle frequenze medie. L'azienda iniziò a produrre anche attrezzature per la misurazione elettroacustica, inclusi microfoni calibrati per le misure.
Durante il periodo dal 1953 al 1956 Neumann introdusse sul mercato una serie di piccoli microfoni a condensatore (KM 53, KM 54, e KM 56) adatti all'uso in studi televisivi. Nel 1957 introdussero il microfono SM 2, che fu essenzialmente una coppia di KM 56 a corpo singolo, re-ingegnerizzati in modo tale da avere lo schema direzionale a controllo remoto. L'SM 2 fu il primo microfono stereo a livello mondiale.

### La fine degli anni '50

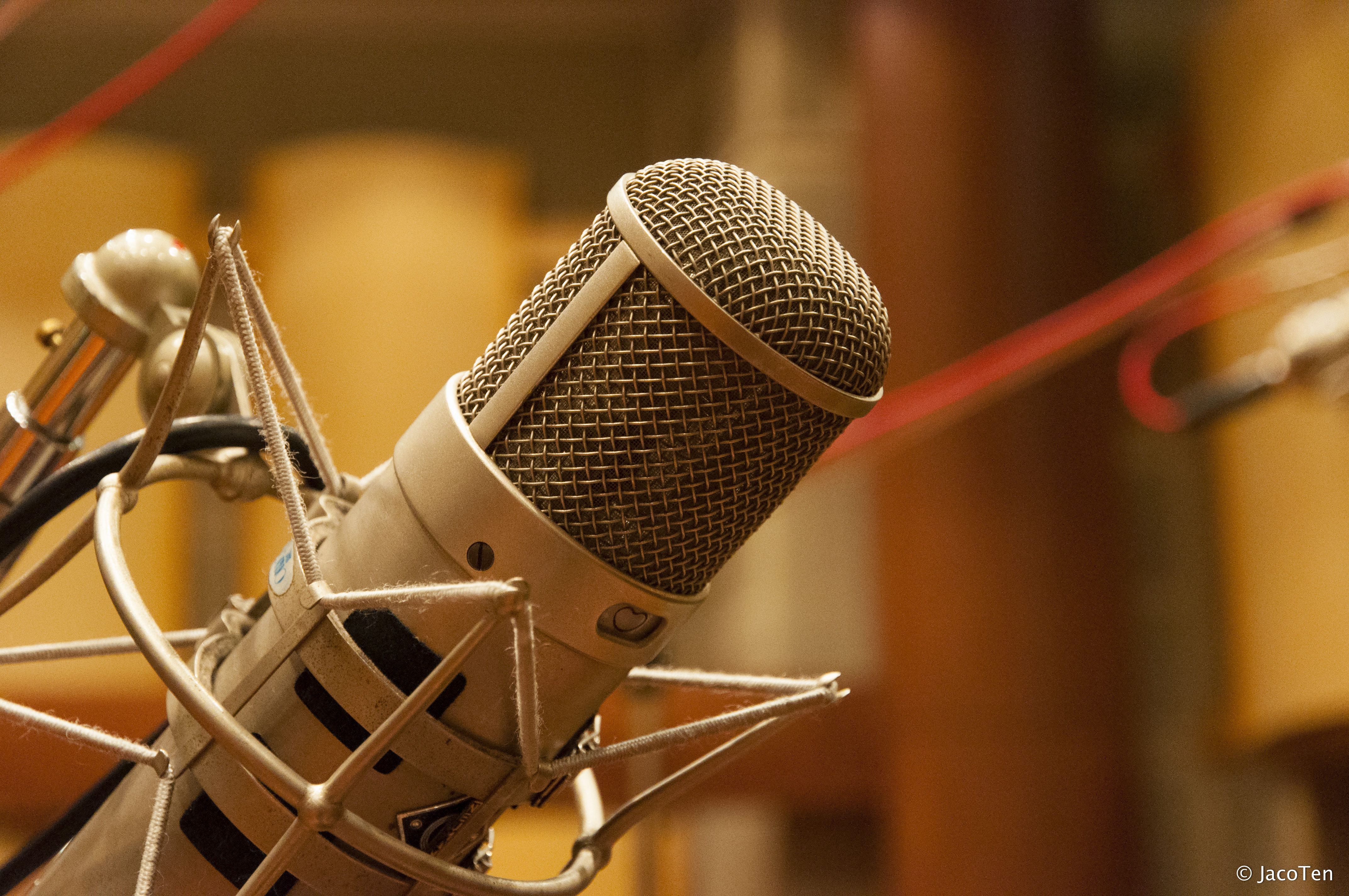
Neumann U47 valvolare

Alla fine degli anni '50, le valvole Telefunken VF 14 che furono usate per l'U 47 ed U 48 furono messe fuori produzione, così Neumann fu sottoposto a pressioni per sviluppare un successore. Decisero quindi di offrire tutti e tre i modelli direzionali degli U 47 ed U 48 in un unico microfono.
Nel frattempo, il rock and roll iniziava la sua ascesa e alcuni ingegneri del suono iniziarono a registrare forti voci con cantanti che cantavano molto vicino al microfono stesso, metodo con cui i microfoni U 47 e U 48 non fornivano prestazioni adeguate. Il risultato è stato l'U 67, un microfono con meno enfasi nella sua risposta midrange superiore, che dà meno tonalità di colore "frontale". L'U 67 utilizza una nuova capsula, la K 67. A differenza della K 47, la K 67 utilizza una piastra posteriore in due pezzi, che consente di accordare i diaframmi separatamente e quindi di ottenere la stessa risposta anteriore / posteriore.
Notevoli eccezioni però sono stati il produttore dei Beatles George Martin e gli ingegneri Norman Smith e Geoff Emerick che li hanno utilizzati per album che sono diventati delle vere icone del rock. Gli U 47 ed U 48 vengono usati ancora oggi per donare un tocco vintage alla voce.

### Gli Anni '60

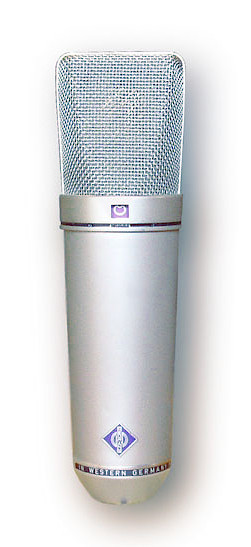
Un microfono Neumann U 87

Nel 1964 Neumann sviluppò una piccola capsula cardioide considerevolmente migliorata; fu usata nei microfoni KM 64 e U 64.
Nel 1965 Neumann introdusse nuovi microfoni a stato solido. Il primo modello fu il KTM a cardioide piccolo, seguito poi dalla serie "Fet 70" a transistor omnidirezionale (come l'U 77, versione a transistor dell'U 67). Questa serie usa il sistema elettrico a 12 volt A-B (ad alimentazione parallela) e quindi incompatibile con gli alimentatori da studio di quegli anni. Comunque, lo standard a due cavi conduttori schermati (usati comunemente per i microfoni dinamici) poteva adesso essere usato per connettere anche i microfoni a condensatore, evitando di aver bisogno di cavi multi-conduttori speciali.
Nel 1966 Neumann adattò l'alimentazione phantom — fino ad allora utilizzata solo in alcuni sistemi telefonici — ai nuovi microfoni, in modo tale da poter connettere tutti i tipi di microfono ad un'unica fonte di alimentazione. Grazie a questo la serie "Fet 80" crebbe a tal punto da includere più di una dozzina di modelli, alcuni dei quali sono ancora prodotti nel 2014 — l'U 87, U 89, KMR 81, KMR 82 e USM 69. I modelli più conosciuti di questa serie furono il KM 84 con cardioide a piccolo diaframma e l'U 87 a tre schemi con diaframma largo, successore dell'U 67.

### Gli Anni '80 fino ai giorni nostri
Nel 1983 la Neumann iniziò la produzione di microfoni con output bilanciato a partire dal modello TLM 170. Grazie a ciò, la serie "Fet 100" o "transformerless" si espanse fino ad includere la serie KM 100 modulare formata da microfoni piccoli (con sette tipi di capsule attive per avere sempre più schemi direzionali), il cardioide TLM 193 (usando la capsula dell'U 89 e TLM 170), la serie KM 180 a diaframma piccolo, il cardioide a diaframma largo TLM 103, TLM 127 e TLM 49.
Agli inizi del 1995 l'azienda introdusse una serie di microfoni valvolari senza che la circuiteria avesse bisogno di un trasformatore: l'M 149 Tube, il cardioid M 147 Tube, e l'omnidirezionale M 150 Tube (basato sul classico M 50, con il trasduttore di pressione montato sulla superficie della sfera interna alla capsula).
Nel 2003 Neumann introdusse i primi microfoni con un convertitore analogico-digitale integrato, la Solution-D D-01. Nel 2006, il D-01 è seguito dal KM D —basato sul KM 100/180— modulare con diaframma piccolo.
Nel 1991 è stata acquistata dalla Sennheiser electronic GmbH. La produzione dei microfoni Neumann fu spostata così in una nuova fabbrica a Wedemark, vicino ad Hannover. L'azienda però mantiene ancora oggi il suo quartier generale a Berlino.